# Niederländische Badmintonmeisterschaft 2022
Die Niederländische Badmintonmeisterschaft 2022 fand vom 4. bis zum 6. Februar 2022 in Almere statt. 

## Medaillengewinner
| Disziplin    | Gold                             | Silber                           | Bronze                              |
| ------------ | -------------------------------- | -------------------------------- | ----------------------------------- |
| Herreneinzel | Mark Caljouw                     | Joran Kweekel                    | Aram Mahmoud                        |
| Herreneinzel | Mark Caljouw                     | Joran Kweekel                    | Nick Fransman                       |
| Dameneinzel  | Gayle Mahulette                  | Jaymie Laurens                   | Chloë Mayer                         |
| Dameneinzel  | Gayle Mahulette                  | Jaymie Laurens                   | Meike Versteeg                      |
| Herrendoppel | Ties van der Lecq Robin Tabeling | Joran Kweekel Thomas Wijers      | Noah Haase Alex Vlaar               |
| Herrendoppel | Ties van der Lecq Robin Tabeling | Joran Kweekel Thomas Wijers      | Wessel van der Aar Dyon van Wijlick |
| Damendoppel  | Debora Jille Cheryl Seinen       | Myke Halkema Alyssa Tirtosentono | Romy de Laak Meike Versteeg         |
| Damendoppel  | Debora Jille Cheryl Seinen       | Myke Halkema Alyssa Tirtosentono | Jaymie Laurens Kirsten de Wit       |
| Mixed        | Ties van der Lecq Debora Jille   | Robin Tabeling Jaymie Laurens    | Dyon van Wijlick Kirsten de Wit     |
| Mixed        | Ties van der Lecq Debora Jille   | Robin Tabeling Jaymie Laurens    | Wessel van der Aar Cheryl Seinen    |